# المعهد الوطني الإسباني للمعلوماتية الحيوية
المعهد الوطني الإسباني للمعلومات الحيوية (INB-ISCIII ؛ بالإسبانية : Instituto Nacional de Bioinforática) هو مؤسسة خدمة أكاديمية مكلفة بتنسيق وتكامل وتطوير موارد المعلومات الحيوية في مملكة إسبانيا. تم إنشاء المعهد عام 2003، وهو منذ عام 2015 المكان الرئيسي الذي يتم من خلالا ربط معهد كارلوس الثالث الصحي بـ ELIXIR، وهي البنية الأساسية الأوروبية لبيانات علوم الحياة، وتنسيق المؤسسات الإسبانية الأخرى المشاركة في المبادرة مثل المركز الوطني الإسباني لأبحاث السرطان (CNIO)، ومركز التنظيم الجينومي (CRG)، وجامعة بومبيو فابرا، ومعهد البحوث في الطب الحيوي (IRB) والمركز الوطني للحوسبة الفائقة في برشلونة.
يتكون من 10 عقد موزعة، يتم تنسيقها بواسطة عقدة مركزية، تشمل نطاقات علم الجينوم، وعلم البروتينات، وعلم الجينوم الوظيفي، وعلم الأحياء البنيوي، وعلم الجينوم السكاني وتنوع الجينوم، وعلم المعلومات الصحية، وتطوير الخوارزميات، والحوسبة عالية الأداء.
إنها المشاركة الإسبانية في منصة البيانات المشتركة التي يروج لها الاتحاد الأوروبي لضمان استجابة سريعة ومنسقة للأزمة الصحية الناجمة عن كوفيد-19. تم استخدام حاسوبهم العملاق MareNostrum لاختبار الفعالية المحتملة للمركبات ضد فيروس SARS-CoV-2.

## المدير
ألفونسو فالنسيا، الرئيس السابق للجمعية الدولية لعلم الأحياء الحاسوبي هو مدير المعهد.

## روابط خارجية
- الموقع الرسمي للمعهد INB